# Инклинометр

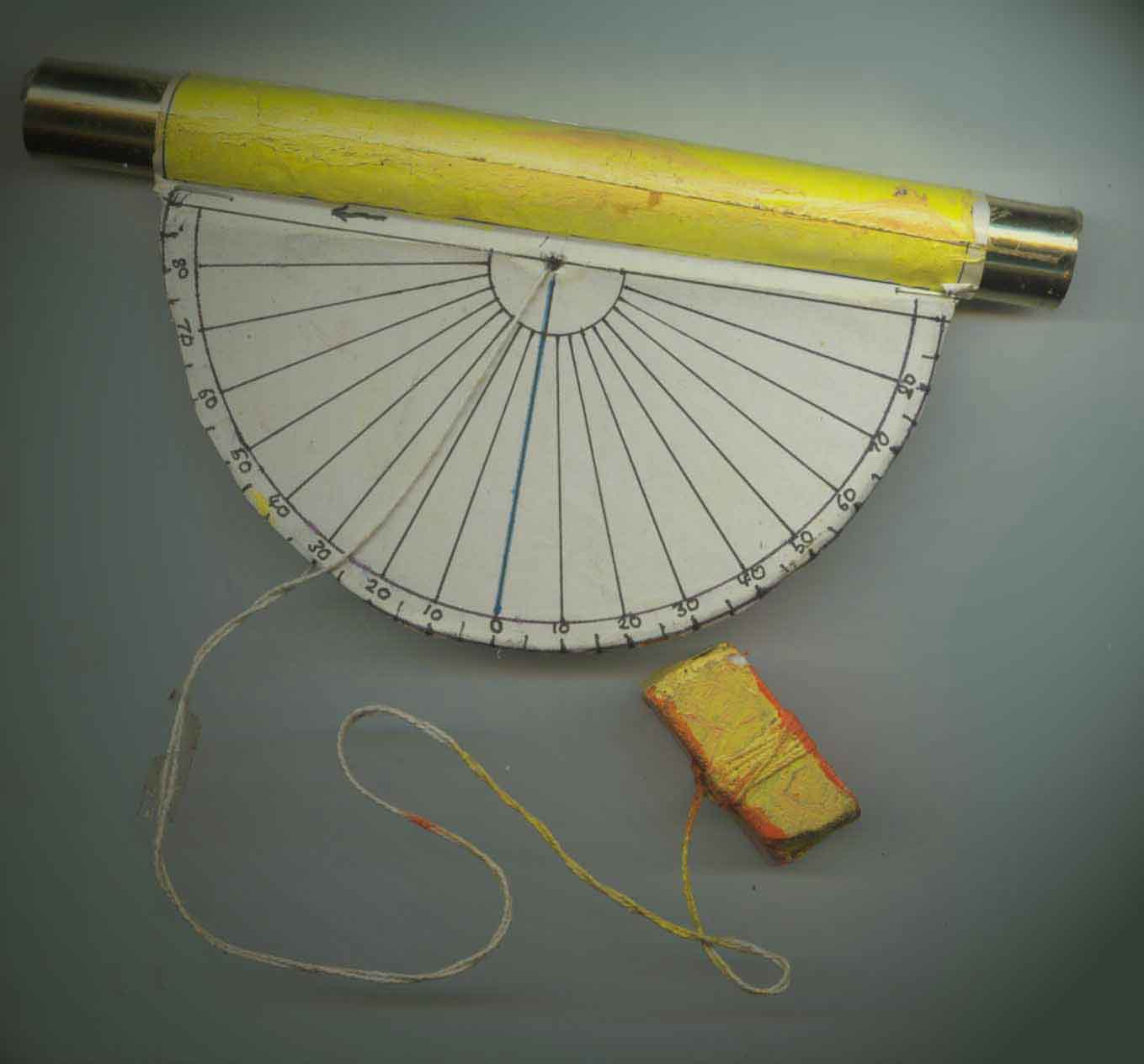
Простейший инклинометр

Инклинометр (от лат. inclino — наклоняю и …метр) — прибор, предназначенный для измерения угла наклона различных объектов относительно гравитационного поля Земли. Помимо собственно величины угла наклона, может измерять его направление — азимут. Для этого прибора могут также использоваться названия клинометр или кренометр.

## Классификация

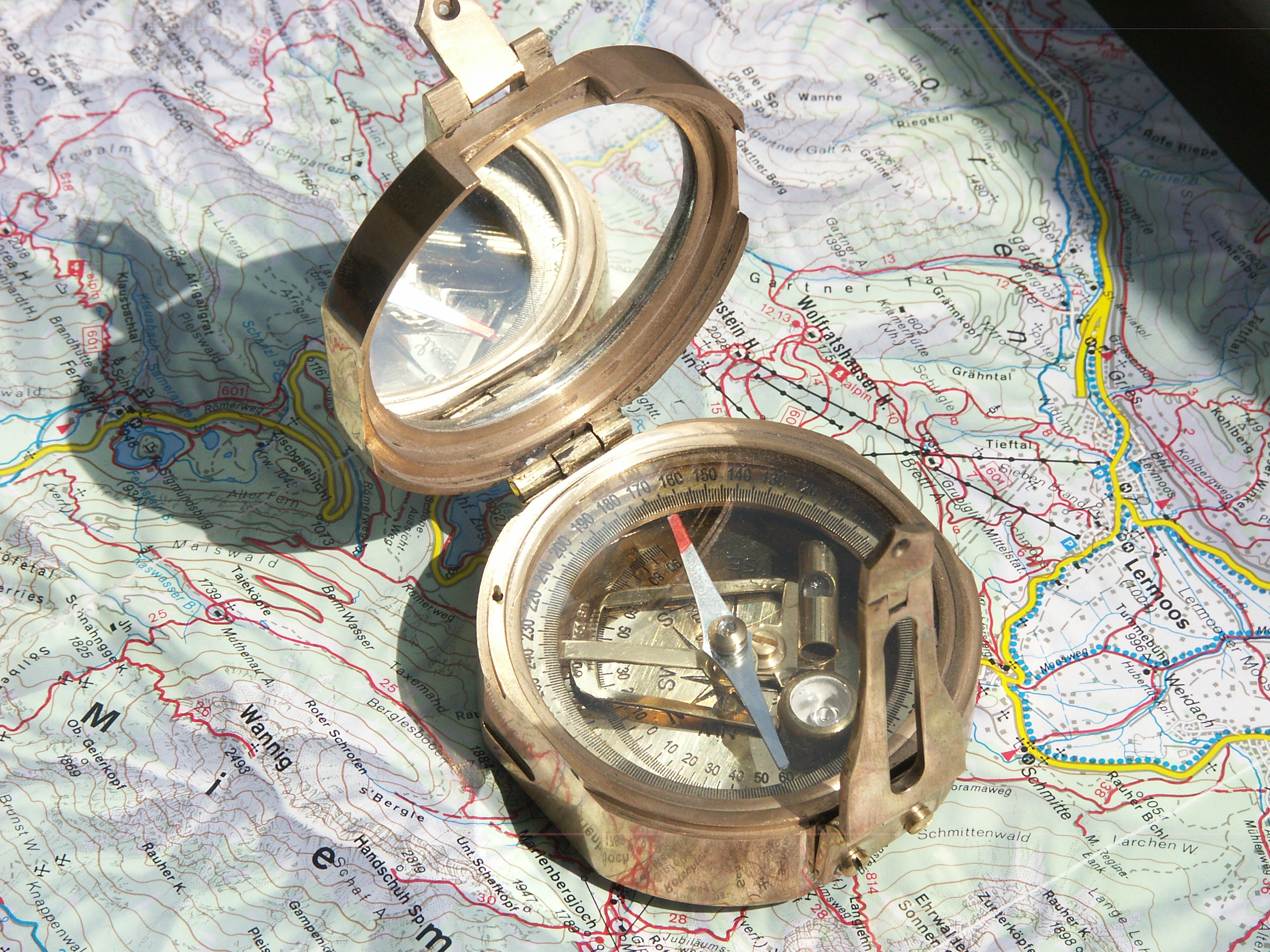
Компас с инклинометром

### По методам измерений
Две основные группы:
- Устройства непосредственного измерения с датчиками гравитационного поля Земли, геомагнитного поля, гироскопического эффекта и телезондирования;
- Устройство косвенного измерения, применяющие методы ориентирования с поверхности, метод последовательных ходов, а также данные сейсмики, радиолокации, магнитометрического метода и другие источники.

### По числу осей
Различают три основные группы датчиков наклона, это одноосевые (ось X), двухосевые (оси X и Y) и трёхосевые (оси X, Y и Z).

### По статичности объекта
На объекте, находящемся в статическом состоянии, инклинометр измеряет угловые характеристики его пространственного расположения. Однако на движущемся, подверженном действию вибрации, ускоряющемся объекте, показания датчика зависят также от ускорений. Поэтому в ряде случаев инклинометр входит в состав комплексных систем измерения, содержащих акселерометры и устройства обработки информации с датчиков.
В зависимости от величин скоростей контролируемого объекта и конкретных целей контроля, инклинометры могут иметь совершенно различные динамические характеристики. Так, например, существуют инклинометры одноразового действия.

### По регистрации замеров
Используются механические, фоторегистрационные, электрометрические и химические способы регистрации. Регистрация может проводиться как в инклинометре непосредственно, так и дистанционно. На начало XXI века в основном применяются дистанционные электронные методы регистрации.

## Устройство
В практике бурения скважин применялись самые различные конструкции инклинометров.

### ИК-2
Инклинометр ИК-2 состоит из глубинного прибора (датчика) и регистрирующей наземной станции (панели управления), связанных между собой электрически по каротажному кабелю.
Основные три чувствительных элемента прибора:рамка, отвес, буссоль.
В верхней части рамки расположен коллектор и щётки, служащие для подключения реохорда углов или реохорда азимутов. Сопротивление реохорда угла пропорционально углу отклонения скважины от вертикали, а реохорда азимутов — пропорционально азимуту.
Фиксация значений угла и азимута осуществляется переключающим механизмом под воздействием электромагнита.
Диаметр скважинного прибора 58 мм, пределы измерения углов отклонения от вертикали 0—50°, азимута 0—360°. Погрешность в измерении углов отклонения не более ± 0°30¢, азимута — не более ± 4°.

### Инклинометры типа EAN
Инклинометры типа EA используется для мониторинга бокового смещения и деформации конструкции в режиме реального времени.

## Применение

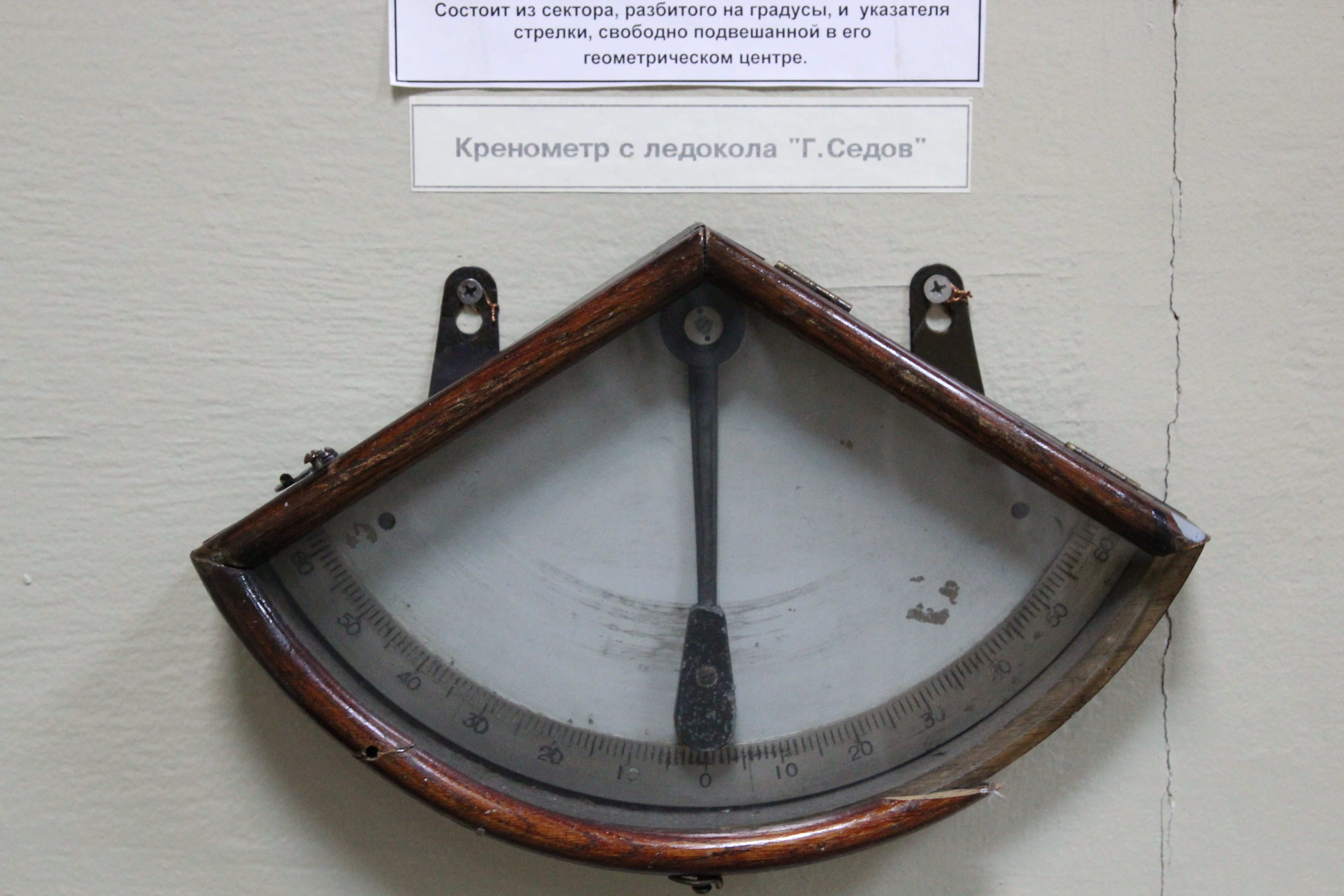
Кренометр с ледокола «Седов»

- В горном деле инклинометром определяют угол и азимут искривления буровой скважины, тем самым контролируя её пространственное положение.
- В подъёмных кранах инклинометры применяются для контроля рабочего и остаточного прогибов стрелы, а также для контроля угла наклона крана в целом. Косвенно, по показаниям нескольких инклинометров, может измеряться нагрузка на стрелу.
- Контроль безопасных углов наклона автокранов и землеройных машин, в особенности — крупных.
- Контроль состояния опор мостов, трубопроводов.
- Слежение за состоянием архитектурных сооружений.
- Непосредственное измерение углов наклона транспортных магистралей с движущегося транспортного средства.
- Контроль угла наклона кузова автомобиля в противоугонных системах.